# Saint-Jean-Lasseille
Saint-Jean-Lasseille (în catalană Sant Joan la Cella) este o comună în departamentul Pyrénées-Orientales din sudul Franței. În 2009 avea o populație de 787 de locuitori.

## Evoluția populației
| An        | 1975 | 1982 | 1990 | 1999 | 2006 | 2009 |
| --------- | ---- | ---- | ---- | ---- | ---- | ---- |
| Populație | 252  | 346  | 437  | 469  | 631  | 787  |